# Holzkremplingsverwandte
Die Holzkremplingsverwandten (Tapinellaceae) sind eine kleine Familie aus der Ordnung der Dickröhrlingsartigen, deren Vertreter polyporoide (porlingsartige), corticioide, effuso-reflexe oder lamellentragende, meist exzentrisch gestielte Fruchtkörper bilden. Die Familie enthält 9 Arten in 3 Gattungen.
Die Typusart ist der Muschel-Holzkrempling (Tapinella panuoides).

## Merkmale
Holzkremplingsverwandte erkennt man an den für Boletales primitiv aufgebauten Rhizomorphen ohne die für Boletales typischen Knoten mit rückwärts gerichteten Verzweigungen.

## Ökologie
Die Vertreter der Tapinellaceae sind lignicol-saprotroph, bauen also Holz ab und erzeugen eine Braunfäule.

## Gattungen
Die Familie der Tapinellaceae enthält drei Gattungen: Bondarcevomyces (einziger Vertreter: Bondarcevomyces taxi), Pseudomerulius und Tapinella. Früher hat man die Arten der Gattung Tapinella den Echten Kremplingen zugeordnet.

## Arten
In Europa kommen folgende Taxa vor:
- Pseudomerulius aureus (Fries 1828) Jülich 1979
- Pseudomerulius montanus (Burt) Kotir., K.H. Larss. & M. Kulju 2011

- Samtfuß-Holzkrempling – Tapinella atrotomentosa (Batsch 1783 : Fries 1821) Šutara 1992
- Muschel-Holzkrempling – Tapinella panuoides (Fries 1818 : Fries 1821) E.-J. Gilbert 1931
  - Tapinella panuoides var. ionipus (Quélet 1888) C. Hahn 1999
  - Tapinella panuoides fm. acheruntia  (Humb. 1893) C. Hahn 2012
- Bunter Samtfuß-Holzkrempling – Tapinella polychroa (Singer 1937) C. Hahn 2012

## Systematik
Die Tapinellaceae stehen innerhalb der Boletales sehr basal. Ihre Rhizomorphen sind noch sehr einfach aufgebaut. Lamellentragende Tapinellaceae erkennt man zudem am bidirektionalen Aufbau der Lamellentrama, dem Fehlen eines Caulohymeniums. Das für Boletales typische Pulvinsäurederivat Xerocomsäure wurde in der Gattung Tapinella nachgewiesen, was die Einordnung in die Boletales durch genetische Studien auch chemotaxonomisch bestätigt. Im Gegensatz zu den Echten Kremplingen, zu denen früher die Typusgattung Tapinella gestellt wurde, fehlt jedoch das Cyclopentandion Involutin. Die Lebensweise ist für Vertreter der Boletales ursprünglich, da Tapinellaceae keine Ektomykorrhiza bilden. DNA-Analysen unterstützen die basale Stellung der Tapinellaceae und damit die nur entfernte Verwandtschaft der Holzkremplinge (Gattung Tapinella) mit den Echten Kremplingen.